# Russula densifolia
Russula densifolia é uma espécie de fungo da família de cogumelos Russulaceae. Forma corpos de frutificação robustos com um tronco de até 7,5 cm de altura e 2,5 cm de espessura. Quando jovem, o chapéu é convexo, branco e de superfície lisa e úmida. À medida que envelhece vai ficando cinza ou enegrecido, e adquire um formato semelhante a um funil, podendo atingir 14,5 cm de diâmetro. A margem do píleo é curvada para dentro durante a maior parte do seu desenvolvimento. Na face inferior do chapéu estão as lamelas; inicialmente de cor branca ou creme, elas vão se manchando de vermelho ou preto nas áreas onde foram danificadas.
O cogumelo foi descrito cientificamente em 1833 por Louis Secretan, que o batizou de Agaricus adustus var. densifolius. Mas foi em 1876 que Claude-Casimir Gillet o transferiu para o gênero Russula, formando o nome atual. O epíteto específico densifolius deriva das palavras latinas densi, "compacto" ou "colocados juntos"; e folius, que significa "folha". É uma referência ao fato das lamelas (as "folhas") estarem muito apinhadas. A espécie é ligeira a moderadamente tóxica, e pode causar problemas gastrointestinais. O gosto da carne é descrito como amargo, o que pode ser atenuado após o cozimento. Apesar de seus efeitos indesejáveis e sabor pobre, é vendido como cogumelo comestível na Tailândia.
Assim como todas as espécies de seu gênero, R. densifolia forma micorrizas, uma relação simbiótica mutuamente benéfica com certos tipos de árvores, que garante nutrientes para ambos. Os vegetais hospedeiros incluem a faia-europeia (Fagus sylvatica) e o abeto-da-Noruega (Picea abies). Os cogumelos crescem no solo isolados, dispersos, ou em grupos, no verão e outono, tanto em florestas mistas como de folhas caducas. Adaptado ao clima frio, pode ser encontrado na natureza na Ásia (incluindo China, Índia, Japão, e Tailândia), Europa e América do Norte.

## Taxonomia
A espécie foi descrita pela primeira vez por Louis Secretan em 1833 como Agaricus adustus var. densifolius. Em 1876, Claude-Casimir Gillet a transferiu para o gênero Russula, formando o nome aceito atualmente. Russula densifolia está classificada na seção Nigricantes do subgênero Compactae, grupo que reúne espécies com corpos de frutificação robustos e compactos que descolorem para marrom ou preto.
Robert Shaffer definiu quatro formas de R. densifolia em uma monografia de 1962 sobre a seção Compactae, diferenciando-as pela cor da impressão de esporos, padrão de frutificação, odor, espaçamento entre as lamelas, e a intensidade da mudança de cor quando o cogumelo é danificado. Três formas são da região do Noroeste Pacífico da América do Norte: a forma dilatoria tem corpos de frutificação que escurecem a cinza-lavanda ou a marrom-acinzentado; a forma fragrans tem um odor perfumado e lamelas amplamente espaçadas; a forma cremeispora produz uma impressão de esporos amarelo-brilhante e tem uma cutícula de chapéu com duas camadas. Já a forma gregata, encontrada no leste dos Estados Unidos, cresce formando agregados em florestas de Pinus banksiana e pinheiros-da-escócia. O banco de dados nomenclatural Index Fungorum traz estas formas, bem como f. subrubescen, publicada por Patrick Reumaux em 1996, como sinônimos. Outros sinônimos incluem as variedades caucasica (Rolf Singer, 1931), latericola (Roger Heim, 1938) e colettarum (C. Dagron, 1999).
O epíteto específico densifolius deriva das palavras latinas densi, que que dizer "compacto" ou "colocados juntos"; e folius, que significa "folha". É uma referência ao diminuto espaço entre as lamelas (as "folhas") na face inferior do chapéu do cogumelo. Nos países de língua inglesa, a espécie é popularmente conhecida como dense-gilled brittlegill ou reddening russula.

## Descrição

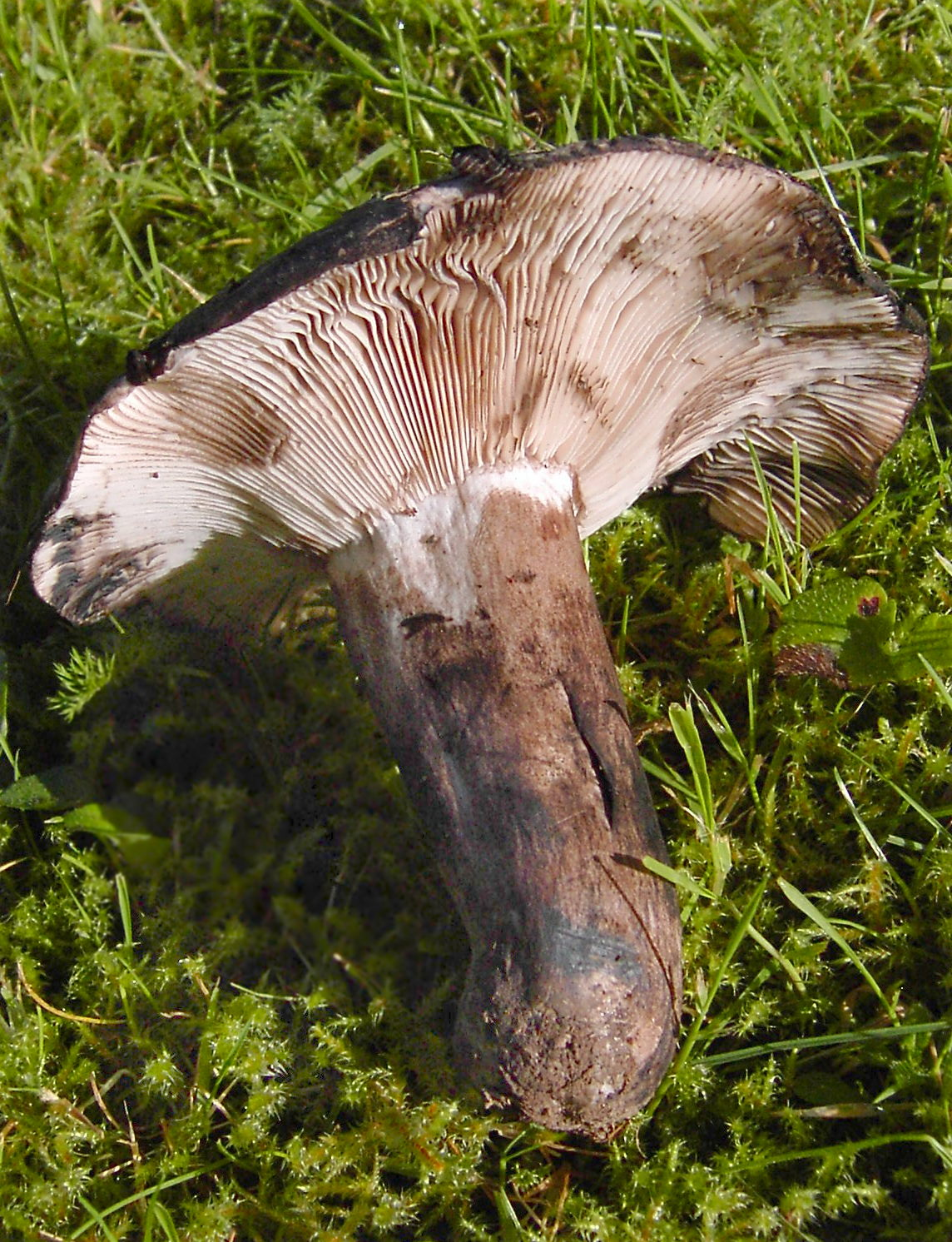
Espécime maduro. É possível ver as lamelas apinhadas e o tronco escurecido.

O píleo (o "chapéu" do cogumelo) é inicialmente convexo, mas quando maduro fica quase achatado, com uma depressão central, ou em forma de funil. Atinge um diâmetro de 4,5 a 14,5 cm. A superfície do chapéu é lisa, úmida e pegajosa em espécimes jovens; mas quando o cogumelo seca ela fica com um aspecto polido. É inicialmente branca antes de virar cinza-acastanhada e, eventualmente, enegrecida com o passar do tempo. A margem do píleo é curvada para dentro durante a maior parte da vida do corpo de frutificação. A cutícula do chapéu pode ser retirada até a metade do raio do píleo. A carne é branca, mas lentamente se mancha de vermelho e depois cinza-escuro após ser exposta ao ar ambiente. Esta reação de coloração característica pode acontecer de forma lenta, ou não pode desenvolver-se por completo, especialmente nos corpos de frutificação mais antigos, nos quais o tecido subjacente já está escurecido. A carne não tem odor característico, mas seu sabor é descrito como amargo e quente.
As lamelas são adnatas (diretamente ligadas ao tronco) a ligeiramente decorrentes (estendem-se um pouco para baixo na área de contato com o tronco), e intercaladas com muitas camadas de lamélulas (lamelas curtas que não se estendem completamente a partir da borda do píleo até o tronco). São apinhadas, com cerca de 7 a 12 lamelas por centímetro. Inicialmente de cor branco-cremoso, elas vão se manchando de vermelho e depois ficam enegrecidas nas áreas onde foram danificadas. Às vezes desenvolvem manchas avermelhadas "sujas" à medida que o cogumelo envelhece. A estipe (o "tronco" do cogumelo) mede 2 a 7,5 cm de comprimento por 1,2 a 2,5 cm de espessura, e tem quase a mesma grossura desde a base até o ápice. Ela é dura, sólida (ao contrário de certos cogumelos que possuem estipe oca) e tem uma superfície seca e suave a levemente escamosa. Sua cor é, inicialmente, branca, mas quando envelhece fica castanho-escuro.

### Características microscópicas

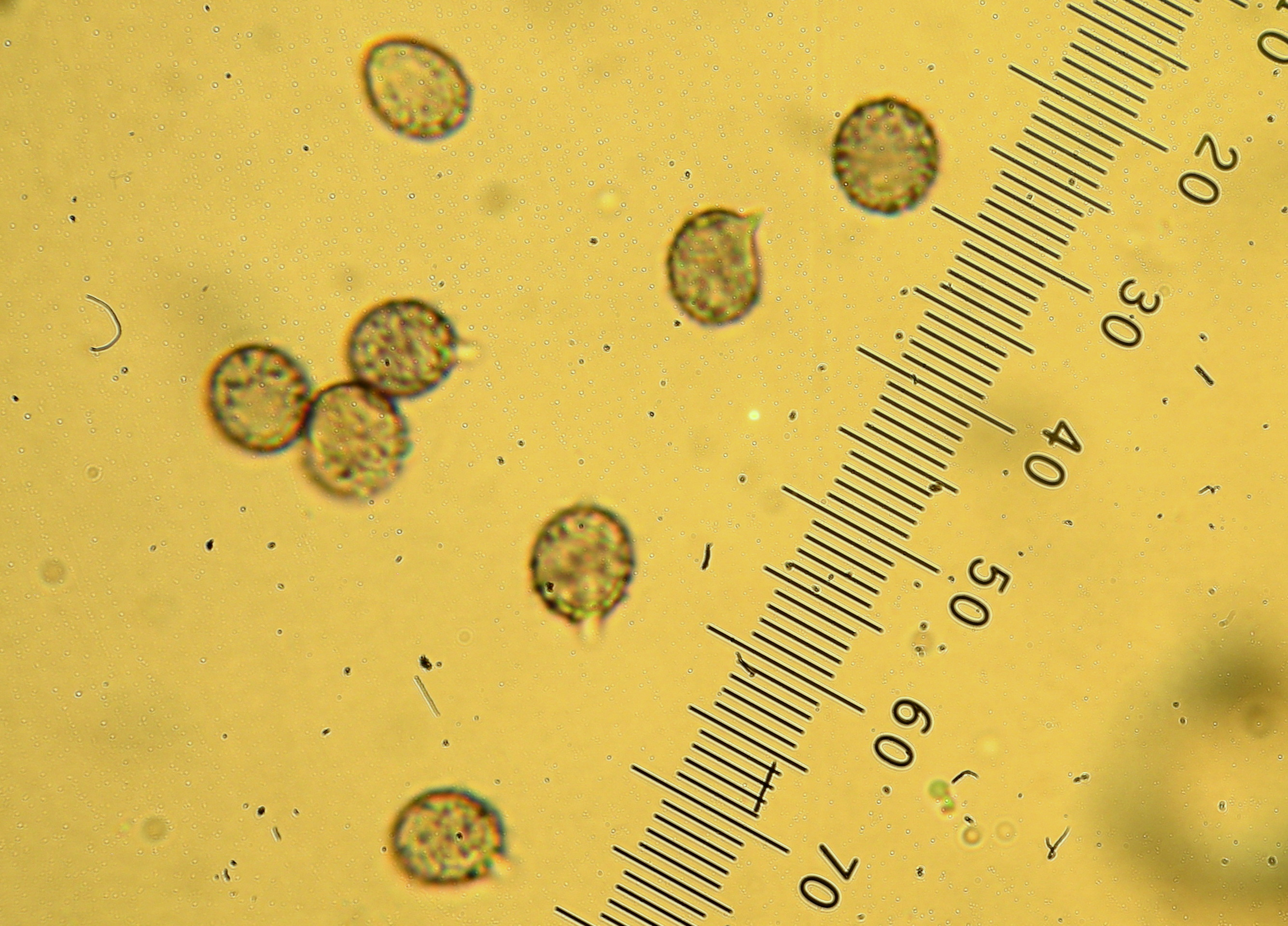
Os esporos podem ser ovais, elípticos ou grosseiramente redondos.

Russula densifolia produz uma impressão de esporos, técnica usada na identificação de fungos, de cor branca a amarelo-pálido. Os esporos são ovais a elípticos ou aproximadamente esféricos, hialinos (translúcidos), amiloides, e medem 7,6 a 9,5 por 6,7 a 7,5 micrômetros (µm). Eles têm uma superfície rugosa e reticulada, marcada por sulcos e verrugas baixas e isoladas, com 0,2 a 0,5 µm de altura. Os cistídios no himênio são hialinos e de paredes finas, com formas que vão desde a que tem secção transversa em forma de trevo com pontas amplas, a um pouco fusiformes com apêndices curtos e estreitos; os cistídios têm dimensões de 30 a 80 por 5 a 10 µm. Sob o himênio, o sub-himênio é nitidamente diferenciado. Há abundantes esferocistos (células esféricas frágeis comuns na família Russulaceae) no tecido das lamelas, e o tecido do píleo tem aglomerados dessas células. A cutícula do chapéu, tipicamente de 125 a 200 µm de espessura, está embebida numa camada gelatinosa, e divide-se em duas camadas: a epicútis, que é constituída por hifas entrelaçadas, e a hipocútis subjacente. Shaffer tentou diferenciar várias formas do cogumelo por meio das diferenças na espessura e da morfologia da cutícula do chapéu, apesar disso, estas formas não são consideradas como tendo importância taxonômica na atualidade.

## Espécies semelhantes
Algumas outras espécies de Russula podem ser confundidas com R. densifolia. Uma das mais semelhantes é R. nigricans, que pode ser distinguida de R. densifolia graças ao seu chapéu escuro e lamelas amplamente espaçadas. Outro sósia, R. dissimulans, tem a superfície do píleo seca, e um sabor suave. Já o cogumelo de R. albonigra fica manchado diretamente de preto quando lesionado, e tem um sabor que lembra o mentol. R. densifolia também é muitas vezes confundida com R. acrifolia, mas as lamelas desta última não mudam de cor quando danificadas. R. adusta, encontrada associada a coníferas, tem um sabor menos amargo, e quando o corpo de frutificação é cortado sua carne muda para rosa-claro, ao invés de vermelho.

## Ecologia, habitat e distribuição

Distribuição de R. densifolia no continente europeu (países em verde).

Como todas as espécies de Russula, R. densifolia é um fungo micorrízico, formando portanto uma parceria mutuamente benéfica com raízes de árvores e de algumas plantas herbáceas. As ectomicorrizas garantem ao cogumelo compostos orgânicos importantes para a sua sobrevivência oriundos da fotossíntese do vegetal; em troca, a planta é beneficiada por um aumento da absorção de água e nutrientes graças às hifas do fungo. A existência dessa relação é um requisito fundamental para a sobrevivência e crescimento adequado de certas espécies de árvores, como alguns tipos de coníferas.
Os vegetais hospedeiros de R. densifolia incluem a faia-europeia (Fagus sylvatica) e o abeto-da-Noruega (Picea abies). Os cogumelos crescem no solo isoladamente, dispersos, ou em grupos tanto em florestas mistas como de folhas caducas, e tendem a aparecer no verão e no outono. Na Espanha, é comum em dunas de florestas de pinheiros. Os corpos de frutificação pode ser parasitados pelo fungo Asterophora lycoperdoides. Amplamente distribuído, R. densifolia é encontrado na Ásia (incluindo China, Índia, Japão, e Tailândia), na Europa e na América do Norte.
Em um estudo sobre a sequência cronológica das comunidades de fungos ectomicorrízicos de florestas de Pinus densiflora no leste da China, R. densifolia demonstrou atingir o seu pico de abundância em povoamentos de 30 anos. Em outro estudo chinês, o fungo foi apontado como sendo uma das seis espécies de Russula mais comuns associadas com mudas de 1 a 2 anos de idade de Pinus yunnanensis. No México, eles foram encontrados com carvalhos. O fungo é bem adaptado para viver em climas frios, seu micélio tem uma tolerância relativamente alta a baixas temperaturas, embora ciclos repetidos de congelamento/descongelamento tendem a retardar seu crescimento. A temperatura letal necessária para 50% dos micélios morrerem é de -8,6 °C.

## Comestibilidade e compostos químicos
O cogumelo é ligeira a moderadamente tóxico, e pode causar problemas gastrointestinais se consumido. O especialista em fungos norte-americano David Arora notou que muito do gosto amargo pode ser removido com o cozimento, mas "o produto final é insípido no melhor dos casos e indigesto ou mesmo venenoso nos piores". Apesar disso, no entanto, o cogumelo é vendido como uma espécie comestível na províncias de Phayao e Chiang Mai, no norte da Tailândia.
Extratos aquosos dos corpos de frutificação contêm polissacarídeos. Estas substâncias foram analisadas em testes de laboratório e mostraram ser altamente eficientes em inibir a infecção pelo vírus do mosaico do tabaco.